# OLT (мобільний зв'язок)
OLT (норвезькою Offentlig Landmobil Telefoni) - норвезький стандарт технологій радіозв'язку, створений 1 грудня 1966 року. На той час ця мережа була найбільшою на землі. Пізніше OLT було поширено в інші скандинавські країни, працюючи в діапазонах частот УКХ та ДМХ.